# Resolutie 1620 Veiligheidsraad Verenigde Naties
Resolutie 1620 van de Veiligheidsraad van de Verenigde Naties werd unaniem door de VN-Veiligheidsraad aangenomen op 31 augustus 2005 en richtte het geïntegreerde VN-kantoor in Sierra Leone op.

## Achtergrond
In Sierra Leone waren al jarenlang etnische spanningen tussen verschillende bevolkingsgroepen. In 1978 werd het een eenpartijstaat met een regering die gekenmerkt werd door corruptie en wanbeheer van onder meer de belangrijke diamantmijnen. Intussen was in buurland Liberia al een bloedige burgeroorlog aan de gang, en in 1991 braken ook in Sierra Leone vijandelijkheden uit. In de volgende jaren kwamen twee junta's aan de macht, waarvan vooral de laatste een schrikbewind voerde. Zij werden eind 1998 met behulp van buitenlandse troepen verjaagd, maar begonnen begin 1999 een bloedige terreurcampagne. Pas in 2002 legden ze de wapens neer.

## Inhoud

### Waarnemingen
Secretaris-generaal Kofi Annan stelde voor om na de terugtrekking van de UNAMSIL-vredesmissie uit Sierra Leone tegen eind 2005 een geïntegreerd VN-kantoor op te richten om de overheid van het land te blijven bijstaan. Ook de president van Sierra Leone had de nood hieraan per brief naar voren gebracht.

### Handelingen
De secretaris-generaal werd zodoende gevraagd dit kantoor, UNIOSIL, op te richten voor een initiële periode van twaalf maanden, te beginnen op 1 januari 2006. Het moest de Sierra Leoonse overheid onder meer verder helpen met het opbouwen van staatsinstellingen, het houden van verkiezingen in 2007 en het versterken van de ordehandhaving en het leger.

## Verwante resoluties
- Resolutie 1562 Veiligheidsraad Verenigde Naties (2004)
- Resolutie 1610 Veiligheidsraad Verenigde Naties
- Resolutie 1688 Veiligheidsraad Verenigde Naties (2006)
- Resolutie 1734 Veiligheidsraad Verenigde Naties (2006)

Lijst ·  1581 ·  1582 ·  1583 ·  1584 ·  1585 ·  1586 ·  1587 ·  1588 ·  1589 ·  1590 ·  1591 ·  1592 ·  1593 ·  1594 ·  1595 ·  1596 ·  1597 ·  1598 ·  1599 ·  1600 ·  1601 ·  1602 ·  1603 ·  1604 ·  1605 ·  1606 ·  1607 ·  1608 ·  1609 ·  1610 ·  1611 ·  1612 ·  1613 ·  1614 ·  1615 ·  1616 ·  1617 ·  1618 ·  1619 ·  1620 ·  1621 ·  1622 ·  1623 ·  1624 ·  1625 ·  1626 ·  1627 ·  1628 ·  1629 ·  1630 ·  1631 ·  1632 ·  1633 ·  1634 ·  1635 ·  1636 ·  1637 ·  1638 ·  1639 ·  1640 ·  1641 ·  1642 ·  1643 ·  1644 ·  1645 ·  1646 ·  1647 ·  1648 ·  1649 ·  1650 ·  1651